# Rajd Elmot 2002
Rajd Elmot 2002 – 30. edycja Rajdu Elmot. Był to rajd samochodowy rozgrywany od 3 do 4 maja 2002 roku. Była to trzecia runda Rajdowych Samochodowych Mistrzostw Polski w roku 2002. Rajd składał się z trzynastu odcinków specjalnych. 

## Wyniki końcowe rajdu[1]
| Miejsce | Kierowca         | Pilot              | Samochód                  | Czas      | Strata   | Grupa Klasa |
| ------- | ---------------- | ------------------ | ------------------------- | --------- | -------- | ----------- |
| 1       | Janusz Kulig     | Jarosław Baran     | Seat Cordoba WRC Evo3     | 1:20:21.2 | -        | A8          |
| 2       | Leszek Kuzaj     | Erwin Mombaerts    | Peugeot 206 WRC           | 1:22:36.3 | +2:15.1  | A8          |
| 3       | Paweł Dytko      | Tomasz Dytko       | Mitsubishi Lancer Evo VI  | 1:25:07.7 | +4:46.5  | N4          |
| 4       | Łukasz Sztuka    | Zbigniew Cieślar   | Mitsubishi Lancer Evo V   | 1:25:24.9 | +5:03.7  | N4          |
| 5       | Michał Bębenek   | Grzegorz Bębenek   | Mitsubishi Lancer Evo VI  | 1:26:41.4 | +6:20.2  | N4          |
| 6       | Sebastian Frycz  | Maciej Wisławski   | Opel Corsa S1600          | 1:28:25.5 | +8:04.3  | A6          |
| 7       | Michał Sołowow   | Emil Horniaček     | Mitsubishi Lancer Evo VI  | 1:28:50.8 | +8:29.6  | N4          |
| 8       | Marcin Turski    | Dariusz Burkat     | Mitsubishi Lancer Evo VI  | 1:29:02.3 | +8:41.1  | N4          |
| 9       | Jarosław Pineles | Bartosz Siodła     | Opel Corsa S1600          | 1:29:31.7 | +9:10.5  | A6          |
| 10      | Mariusz Stec     | Katarzyna Zglińska | Mitsubishi Lancer Evo III | 1:34:23.6 | +14:02.4 | N4          |